# Undine (novela corta)
Undine (Undina u Ondina) es una novela corta de cuento de hadas (Erzählung) escrita por Friedrich de la Motte Fouqué en la que Undine, una ondina o espíritu del agua, se casa con un caballero de nombre Huldebrand para poder obtener un alma. Es un romance alemán temprano, que ha sido traducido a varios idiomas.

## Trama
Ondina, hija del Rey del Mar, abandona su entorno para buscar un amor humano que le permita obtener un alma inmortal. Convertida en una niña en la tierra, es criada por un pescador y su esposa. Al crecer, encuentra el amor en el caballero Huldbrand von Ringstetten, con quien pronto se casa. Incluso después de conocer la verdadera naturaleza de Undina, Huldbrand le jura su amor eterno. El tío de Ondina, Kühleborn, le advierte contra su amor humano: si alguna vez Huldbrand le hiciese daño, debe regresar al mar para siempre y él debe morir. Su vida juntos sería feliz, pero Bertalda, antigua novia de Huldbrand y amiga de Ondina, se entromete para estropear el idilio: Huldbrand vuelve con su antiguo amor y llega a tratar mal a Ondina. Esto marca el destino de ambos: los espíritus del agua exigen su venganza y debe ser Ondina quien mate a Huldbrand con un beso inmortal.

## Éxito e influencia
El libro fue muy popular durante el siglo XIX y era, según The Times en 1843, "un libro que, por encima de los demás, si uno lo pide en una biblioteca extranjera, seguro se ha de encontrar absorto". La historia deriva de Melusina, el cuento popular francés sobre un espíritu acuático que se casa con un caballero bajo la condición de que no la vea nunca los sábados, cuando recupera su forma de sirena. También está inspirada en obras del ocultista Paracelso.
En 1909 se publicó una traducción completa al inglés de William Leonard Courtney e ilustrada por Arthur Rackham. George MacDonald opinaba que Undine era "el más hermoso" de todos los cuentos de hadas, en tanto que Lafcadio Hearn se refería a Undine como una "buena historia alemana" en su ensayo "El valor de lo sobrenatural en la ficción". Las referencias a Undine que aparecen en obras tales como The Daisy Chain de Charlotte Yonge y Mujercitas de Louisa Alcott muestran que era uno de los libros más queridos para muchos niños del siglo XIX.
La primera adaptación de Undine fue la ópera de E. T. A. Hoffmann de 1816. Se trataba de una colaboración entre Hoffmann, quien compuso la partitura, y Friedrich de la Motte Fouqué, quien adaptó su propia obra en un libreto. La ópera tuvo un inmenso éxito, y Carl Maria von Weber la elogió en su reseña como el tipo de composición que desea el alemán: "una obra de arte completa en sí misma, en la que las contribuciones parciales de las artes relacionadas y colaboradoras se mezclan, desaparecen y, al desaparecer, de algún modo forman un mundo nuevo".
En la década de 1830, el poeta romántico Vasili Zhukovski tradujo la novela al verso hexámetro dactílico ruso. Esta traducción en verso se convirtió en un clásico por derecho propio y proporcionaría posteriormente la base para el libreto de la adaptación operística de Tchaikovski . Desde entonces, la novela ha inspirado numerosas adaptaciones similares en varios géneros y tradiciones.

## Adaptaciones

### Ópera
- Undina, E. T. A. Hoffmann, 1816[8]
- Undine, Chistian Friedrich Johann Girschner, 1830
- Undine, Albert Lortzing, 1845
- Undina, Alekséi Lvov, 1846
- Undina, Pyotr Tchaikovski, 1869
- Rusalka, Antonín Dvořák, 1901 (incorporando elementos de La Sirenita de Hans Christian Anderson )
- Undine, ópera inacabada de Serguéi Prokofiev, 1904-1907

### Música
- Sonata Undine, una sonata romántica para flauta y piano (en mi menor) de Carl Reinecke, 1882
- "Ondine", movimiento en Gaspard de la nuit de Maurice Ravel, 1908, canalizando la interpretación poética de Aloysius Bertrand (ver "Literatura")
- "Ondine", un preludio para piano de Claude Debussy, 1911-1913
- "Undine", pista 9 del álbum Once I was an Eagle de Laura Marling, 2013

### Ballet

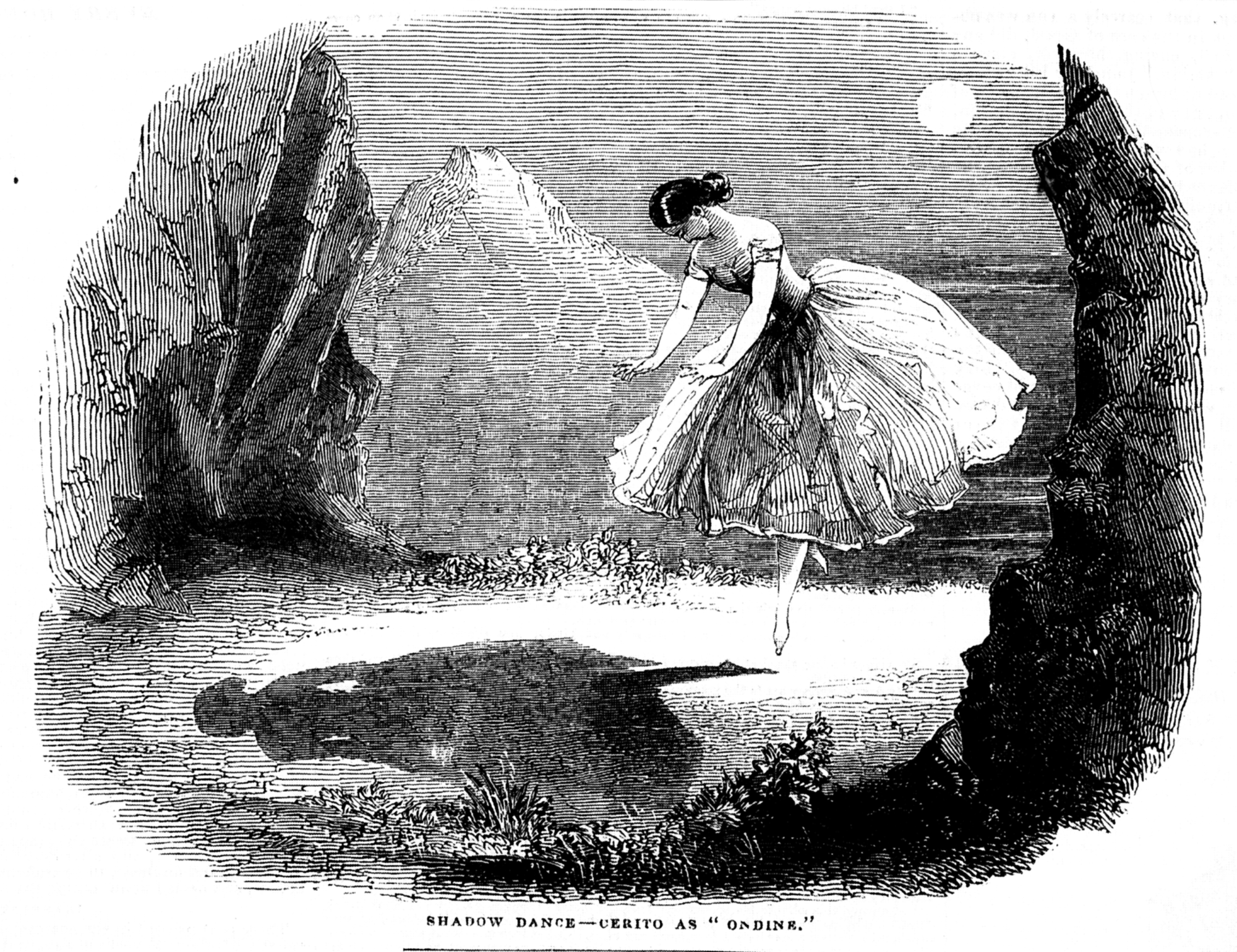
Fanny Cerrito baila el "Pas de l'ombre" en la producción original del ballet Ondine de Perrot, Londres, 1843

- Ondine, compuesta por Cesare Pugni y coreografiada por Jules Perrot, 1843
- Coralia, o el caballero inconstante, coreografiada por Paul Taglioni, 1847
- Undine, compuesta por Hans Werner Henze y coreografiada por Frederick Ashton, 1958

### Cine
- Undine, una película muda de 1916
- Los amores de Ondine, una película de Andy Warhol
- Ondine, una película de Neil Jordan
- Ondina, una película de 2020 de Christian Petzold

### Literatura
- Ondine, ou la Nymphe des Eaux, una obra de René-Charles Guilbert de Pixerécourt, 1830
- Undina, una traducción en verso de Vasily Zhukovski, 1837
- Ondina, un poema en prosa de Aloysius Bertrand, 1842
- Undine, un libro autobiográfico de Olive Schreiner, 1928
- Ondina, una obra de Jean Giraudoux, 1939
- Undine geht, de Ingeborg Bachmann
- Haunted Waters, una adaptación para lectores adolescentes, por Mary Pope Osborne, 1994 (reeditado en 2006)

### Arte

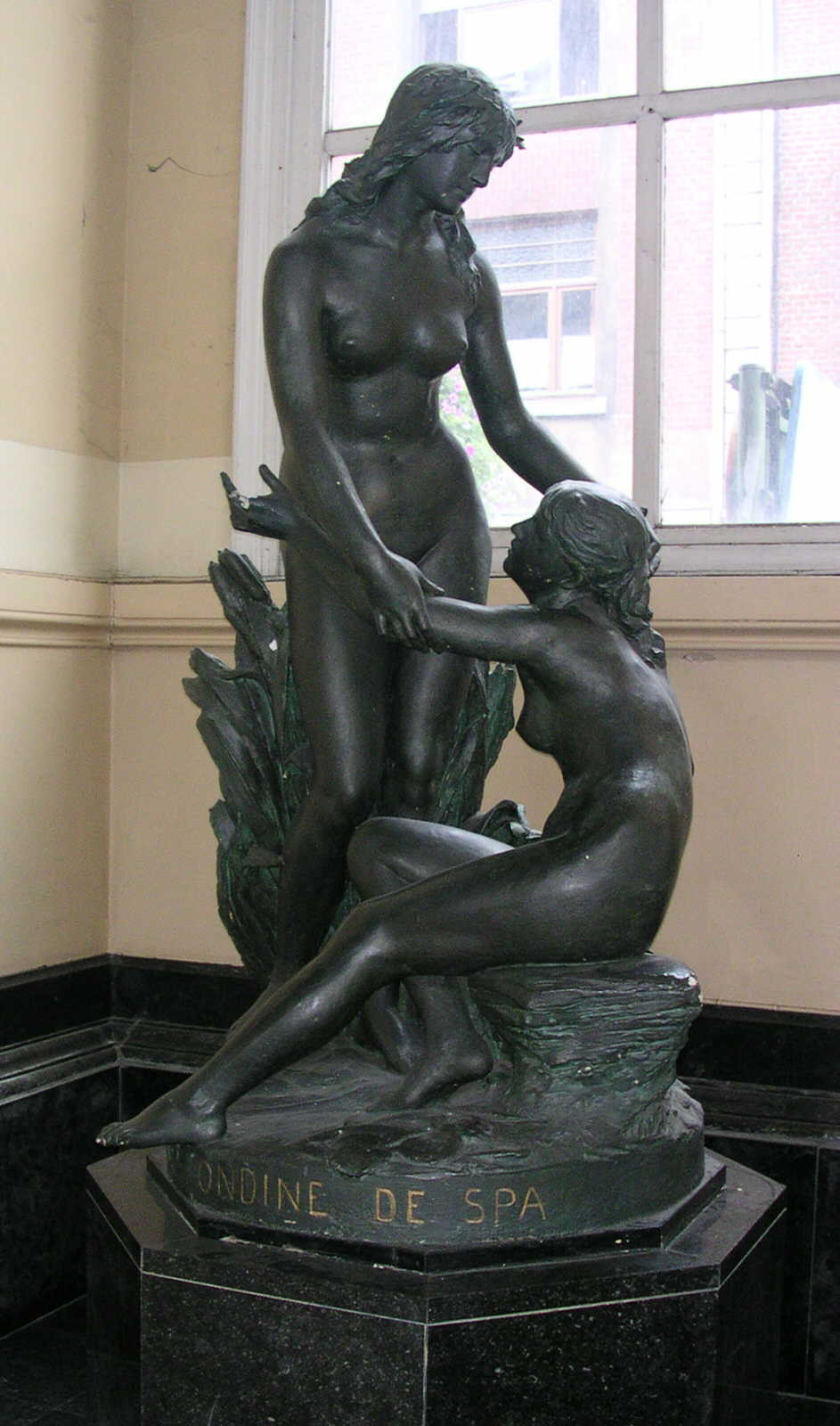
Ondine de Spa en Pouhon Pierre-le-Grand, Spa, Bélgica

- Undine y Huldbrand, una pintura de Henrich Füssli, 1819–1822
- Undine, una pintura de Moritz Retzsch, 1830
- Undine, una pintura de John William Waterhouse, 1872
- Ondina, una pintura de Paul Gauguin, 1889
- Undine, una pintura de Henri Fantin-Latour
- Undine, una pintura de Daniel Maclise
- Undine, una pintura de J. M. W. Turner
- Undine, ilustraciones de Arthur Rackham
- Ondine de Spa, escultura en Pouhon Pierre-le-Grand, Spa, Bélgica
- Undine con arpa, una escultura de Ludwig Michael von Schwanthaler, 1855